# Lycodryas granuliceps
Lycodryas granuliceps är en ormart som beskrevs av Boettger 1877. Lycodryas granuliceps ingår i släktet Lycodryas och familjen snokar. Inga underarter finns listade i Catalogue of Life.
Denna orm förekommer på nordvästra Madagaskar. Arten lever i kulliga områden mellan 60 och 140 meter över havet. Den vistas i fuktiga och torra skogar och klättrar i träd. Lycodryas granuliceps är nattaktiv. Honor lägger ägg.
Beståndet hotas lokalt av skogarnas omvandling till jordbruksmark. Antagligen har Lycodryas granuliceps bra anpassningsförmåga. IUCN kategoriserar arten globalt som livskraftig.